# 藤春廣輝
藤春 廣輝（ふじはる ひろき、1988年11月28日 - ）は、大阪府東大阪市出身のプロサッカー選手。FC琉球所属。ポジションはディフェンダー（左サイドバック）。元日本代表。

## 来歴

### プロ入り前
東大阪市立孔舎衙東小学校、東大阪市立孔舎衙中学校卒業。小学、中学時代は地元のクラブでプレーした。高校は東海大仰星高等学校（現・東海大大阪仰星高等学校）に進学、2年次にインターハイなどに出場したが、全国的には無名に近い選手だった。
2007年に大阪体育大学に進学。2008年には総理大臣杯大学サッカーを制して大学日本一となったチームだったが、大学生活の中で2008年と2010年の2シーズンは関西学生リーグ2部での戦いを余儀なくされた。その中でもサイドバックとして4年次には2部リーグでアシスト王やベスト11に輝くなど攻撃的なスタイルで活躍した。

### ガンバ大阪
2011年、J1リーグ・ガンバ大阪に入団した。3月1日、ACLグループリーグ第1節・メルボルン・ビクトリー戦で公式戦初出場を果たす。5月15日、J1第11節・アビスパ福岡戦で初のスタメン出場。10月22日、J1第30節・モンテディオ山形戦でJリーグ初得点を挙げた。シーズン終盤は下平匠からレギュラーの座を奪うなど、1年目ながら存在感を示した。
2012年は、下平の移籍により開幕からレギュラーで起用されると、リーグ戦全試合フル出場を果たした。しかし、チームは極度の不振に陥りJ2に降格した。
2013年、J1クラブからオファーを貰うもG大阪に残留。この年、フィールドプレイヤーではチーム唯一の公式戦全試合スタメンフル出場。リーグ戦では30節から32節にかけて3試合連続得点を記録、J2全チームのフィールドプレイヤー唯一のリーグ戦42試合にフル出場し、クロス成功率もリーグトップの数字を記録。G大阪のJ2優勝とJ1昇格に貢献し、同年度の日刊スポーツ 提供「黄金の脚賞」を受賞した。
2014年、開幕当初こそスタメンで起用されたが、後半戦は新加入の米倉恒貴や両サイドバックをこなせるオ・ジェソクの後塵を拝す形になった。それでも、スタメンで起用されたシーズン終盤の天皇杯では安定したプレーを発揮した。
2015年のG大阪ではシーズン通してスタメンを確保し、CS準決勝浦和レッズ戦では延長後半に決勝ゴールを挙げる活躍を見せた。
2017年、4月16日の第7節セレッソ大阪との3年ぶりの大阪ダービーで先制ゴールを決めた。　
2019年、4月14日の第7節浦和レッズ戦で前半に左鎖骨を骨折し途中退場を余儀なくされた。6月26日のルヴァンカップPO第2戦V・ファーレン長崎戦で後半開始から途中出場し、復帰を果たしたが、6月29日の第17節松本山雅FC戦で再び負傷し、戦線離脱を余儀なくされた。9月14日、第26節サガン鳥栖戦でスタメン出場で復帰を果たした。
2022年、自身の怪我などで開幕から出遅れたことや同ポジションには黒川圭介の存在などもあり、復帰後もなかなか出場時間を増やせずにいることもあるが黒川とポジション争いをしながら、チームの主力として再び存在感を発揮している。
2023年は黒川にポジションを奪われる形となり、リーグ戦を含めた公式戦でベンチ外になることも多かった。黒川の出場停止に伴い、8月6日の川崎戦で11ヶ月ぶりにリーグ戦のピッチに立ち、フル出場しチームの勝利に貢献する。シーズン終了後に契約満了によりルーキーから13年在籍したG大阪を退団。この年のリーグ戦は黒川の累積警告による出場停止で起用された1試合と、最終節に途中出場した2試合のみ、ルヴァンカップ3試合、天皇杯1試合の計6試合のみの出場となった。12月28日、FC琉球への完全移籍が発表された。

### 日本代表
2015年3月19日、サッカー日本代表メンバーに初選出され、27日のチュニジア戦でフル出場しA代表デビューを果たした。その後の東アジアカップ2015や2018 FIFAワールドカップ・アジア2次予選にも召集され、日本代表監督のヴァイッド・ハリルホジッチからは左サイドの駆け上がりとセンタリングを評価された。
2016年6月14日、リオデジャネイロオリンピックに出場するU-23サッカー日本代表のオーバーエイジ枠に内定したことが発表された。本戦ではグループリーグ3試合中2試合にスタメンフル出場。しかし、コロンビア戦で65分にオウンゴールを献上し、その後日本が2点ビハインドを追いついたが試合は引き分けに終わり、チームは3戦目のスウェーデン戦はベンチスタートになり出場機会はなかった。当試合で日本は勝利したものの、コロンビアに勝ち点で及ばずグループリーグで敗退した。

## 人物・エピソード
- ラグビー選手の木津武士と山中亮平は高校時代の同級生である。
- 大学時代にガンバ大阪以外のJクラブ2チームの練習に参加していたが、2010年の関西SULや天皇杯で対戦したG大阪から評価され、入団を決めた[16]。
- 関西2部リーグ所属だった大体大から藤春を含む3人の選手が2011年度、Jリーグ入りを果たした。川西翔太は同じくG大阪に、村田和哉はセレッソ大阪に入団した[17]。
- 2011年、G大阪の公式応援番組『GAMBA TV〜青と黒〜』の年末特別企画「GAMBA TV アウォーズ」において、ベストプレー賞とやっちゃちゃ～賞の二冠に輝いた。2013年にはMVPを受賞した。

## 所属クラブ
- クサカSS
- 2001年 - 2003年 EXE'90FC
- 2004年 - 2006年 東海大学付属大阪仰星高校
- 2007年 - 2010年 大阪体育大学
- 2011年 - 2023年  ガンバ大阪
- 2024年 -  FC琉球

## 個人成績
| 国内大会個人成績 | 国内大会個人成績 | 国内大会個人成績 | 国内大会個人成績 | 国内大会個人成績 | 国内大会個人成績 | 国内大会個人成績 | 国内大会個人成績 | 国内大会個人成績 | 国内大会個人成績 | 国内大会個人成績 | 国内大会個人成績 |
| 年度             | クラブ           | 背番号           | リーグ           | リーグ戦         | リーグ戦         | リーグ杯         | リーグ杯         | オープン杯       | オープン杯       | 期間通算         | 期間通算         |
| 年度             | クラブ           | 背番号           | リーグ           | 出場             | 得点             | 出場             | 得点             | 出場             | 得点             | 出場             | 得点             |
| 日本             | 日本             | 日本             | 日本             | リーグ戦         | リーグ戦         | リーグ杯         | リーグ杯         | 天皇杯           | 天皇杯           | 期間通算         | 期間通算         |
| ---------------- | ---------------- | ---------------- | ---------------- | ---------------- | ---------------- | ---------------- | ---------------- | ---------------- | ---------------- | ---------------- | ---------------- |
| 2010             | 大体大           | 5                | -                | -                | -                | -                | -                | 2                | 0                | 2                | 0                |
| 2011             | G大阪            | 15               | J1               | 11               | 1                | 0                | 0                | 2                | 0                | 13               | 1                |
| 2012             | G大阪            | 4                | J1               | 34               | 1                | 2                | 0                | 5                | 0                | 41               | 1                |
| 2013             | G大阪            | 4                | J2               | 42               | 4                | -                | -                | 2                | 0                | 44               | 4                |
| 2014             | G大阪            | 4                | J1               | 25               | 0                | 4                | 0                | 5                | 0                | 34               | 0                |
| 2015             | G大阪            | 4                | J1               | 32               | 0                | 4                | 1                | 2                | 0                | 38               | 1                |
| 2016             | G大阪            | 4                | J1               | 29               | 2                | 5                | 0                | 2                | 0                | 36               | 2                |
| 2017             | G大阪            | 4                | J1               | 33               | 2                | 4                | 0                | 3                | 0                | 40               | 2                |
| 2018             | G大阪            | 4                | J1               | 25               | 0                | 5                | 0                | 1                | 0                | 31               | 0                |
| 2019             | G大阪            | 4                | J1               | 17               | 2                | 5                | 0                | 0                | 0                | 22               | 2                |
| 2020             | G大阪            | 4                | J1               | 26               | 0                | 1                | 0                | 2                | 0                | 29               | 0                |
| 2021             | G大阪            | 4                | J1               | 19               | 0                | 1                | 0                | 2                | 0                | 22               | 0                |
| 2022             | G大阪            | 4                | J1               | 18               | 0                | 4                | 1                | 2                | 1                | 24               | 2                |
| 2023             | G大阪            | 4                | J1               | 2                | 0                | 3                | 0                | 1                | 0                | 6                | 0                |
| 2024             | 琉球             | 4                | J3               | 35               | 0                | 3                | 0                | 0                | 0                | 38               | 0                |
| 2025             | 琉球             | 4                | J3               |                  |                  |                  |                  |                  |                  |                  |                  |
| 通算             | 日本             | 日本             | J1               | 271              | 8                | 38               | 2                | 27               | 1                | 336              | 11               |
| 通算             | 日本             | 日本             | J2               | 42               | 4                | -                | -                | 2                | 0                | 44               | 4                |
| 通算             | 日本             | 日本             | J3               | 35               | 0                | 3                | 0                | 0                | 0                | 38               | 0                |
| 通算             | 日本             | 日本             | 他               | -                | -                | -                | -                | 2                | 0                | 2                | 0                |
| 総通算           | 総通算           | 総通算           | 総通算           | 348              | 12               | 41               | 2                | 31               | 1                | 420              | 15               |

その他の公式戦
| 2019   | G大23  | 4      | J3     | 2 | 0 | 2 | 0 |
| 通算   | 日本   | 日本   | J3     | 2 | 0 | 2 | 0 |
| 総通算 | 総通算 | 総通算 | 総通算 | 2 | 0 | 2 | 0 |

- 2015年
  - FUJI XEROX SUPER CUP  1試合0得点
  - Jリーグチャンピオンシップ 3試合1得点
- 2016年
  - FUJI XEROX SUPER CUP 1試合0得点
- 2021年
  - FUJI XEROX SUPER CUP 1試合0得点

| 国際大会個人成績 | 国際大会個人成績 | 国際大会個人成績 | 国際大会個人成績 | 国際大会個人成績 |
| 年度             | クラブ           | 背番号           | 出場             | 得点             |
| AFC              | AFC              | AFC              | ACL              | ACL              |
| ---------------- | ---------------- | ---------------- | ---------------- | ---------------- |
| 2011             | G大阪            | 15               | 1                | 0                |
| 2012             | G大阪            | 4                | 5                | 0                |
| 2015             | G大阪            | 4                | 11               | 0                |
| 2016             | G大阪            | 4                | 5                | 0                |
| 2017             | G大阪            | 4                | 1                | 0                |
| 2021             | G大阪            | 4                | 2                | 0                |
| 通算             | AFC              | AFC              | 25               | 0                |

その他の国際公式戦
- 2015年
  - スルガ銀行チャンピオンシップ 1試合0得点
- 2017年
  - AFCチャンピオンズリーグ・プレーオフ 1試合0得点

出場歴
- 公式戦初出場 - 2011年3月1日 ACLグループリーグ第1節 vsメルボルン・ビクトリー（万博記念競技場）
- Jリーグ初出場 - 2011年5月15日 J1第11節 vsアビスパ福岡（レベルファイブスタジアム）
- Jリーグ初得点 - 2011年10月22日 J1第30節 vsモンテディオ山形（NDソフトスタジアム山形）

## タイトル

### クラブ
大阪体育大学
- 大阪サッカー選手権大会：2回（2007年、2010年）
- 大学サッカー総理大臣杯：1回（2008年）

ガンバ大阪
- Jリーグ ディビジョン1：1回（2014年）
- Jリーグ ディビジョン2：1回（2013年）
- Jリーグカップ：1回（2014年）
- 天皇杯：2回（2014年、2015年）
- FUJI XEROX SUPER CUP：1回（2015年）

### 個人
- Jリーグ・優秀選手賞（2016年）

## 代表歴
- 国際Aマッチ初出場 - 2015年3月27日 キリンチャレンジカップ2015 vsチュニジア代表（大分スポーツ公園総合競技場）

### 出場大会
- U-23日本代表
  - 2016年 - リオデジャネイロオリンピック（オーバーエイジ）
- 日本代表
  - 2015年 - 東アジアカップ2015
  - 2015年 - 2018 FIFAワールドカップ・アジア2次予選

### 試合数
- 国際Aマッチ 3試合 0得点（2015年）

| 日本代表 | 国際Aマッチ | 国際Aマッチ |
| 年       | 出場        | 得点        |
| -------- | ----------- | ----------- |
| 2015     | 3           | 0           |
| 2016     | 0           | 0           |
| 通算     | 3           | 0           |

### 出場
| No. | 開催日         | 開催都市   | スタジアム                         | 対戦国                 | 結果 | 監督           | 大会                                                            |
| --- | -------------- | ---------- | ---------------------------------- | ---------------------- | ---- | -------------- | --------------------------------------------------------------- |
| 1.  | 2015年3月27日  | 大分       | 大分スポーツ公園総合競技場         | チュニジア             | ○2-0 | ハリルホジッチ | キリンチャレンジカップ2015                                      |
| 2.  | 2015年8月2日   | 武漢       | 武漢体育中心                       | 朝鮮民主主義人民共和国 | ●1-2 | ハリルホジッチ | EAFF東アジアカップ2015                                          |
| 3.  | 2015年11月17日 | プノンペン | プノンペン・オリンピックスタジアム | カンボジア             | ○2-0 | ハリルホジッチ | 2018 FIFAワールドカップ・アジア2次予選兼AFCアジアカップ2019予選 |